# Hime Kishi wa Barbaroi no Yome
Hime Kishi wa Barbaroi no Yome (姫騎士は蛮族の嫁 Himekishi wa Barbaroi no Yome?) es una serie de manga japonesa escrita e ilustrada por Noriaki Kotoba. Se publica en la revista de manga shōnen Bessatsu Shōnen Magazine de Kōdansha desde enero de 2021. Se ha anunciado una adaptación de la serie de televisión de anime de Jumondō que se estrenará en octubre de 2025.

## Argumento
"Solo... ¡mátame!" La guerrera más fuerte del oeste, Serafina de Lavillant, fue derrotada por los bárbaros del este y ¡se convirtió en una prisionera!. Lo que le espera son días interminables de tortura y humillación... o eso es lo que ella pensaba ya que le ofrecieron ¿¡"casarse con el rey bárbaro"!? ¿Serafina enfrentará un matrimonio arreglado cruel y abusivo? ¿O descubrirá que estas tribus no son tan bárbaras como le hicieron creer?

## Personajes
Serafina De Lavillant (セラフィーナ・ド・ラヴィラン?)
 Seiyū: Sayumi Suzushiro
Una caballero que sirvió en el Reino de Illdoren como comandante de la Fuerza Expedicionaria del Este, es la hija mayor de la noble familia Lavillant. Es hábil en el combate, incluso puede luchar contra varios oponentes a la vez y defenderse contra oponentes con mayor fuerza física que ella. Tiene 26 años y aún no se ha casado (ya ha pasado la edad típica para casarse en este mundo). Su familia intentó concertar matrimonios para ella, pero se frustró por el papel que se esperaba que asumiera como mujer casada y venció a todos sus posibles maridos en duelos. Después de perder ante Veor en un duelo mientras lucha en la guerra entre el Reino de Illdoren y los bárbaros, es llevada al asentamiento bárbaro, donde Veor le propone matrimonio, para su sorpresa. Más tarde se revela que Veor se enamoró de Serafina a primera vista debido a su habilidad con la espada.
Veor (ヴェーオル?)
 Seiyū: Satoshi Inomata
Veor es un guerrero bárbaro de 18 años también conocido como "Raisei", un apodo que significa "Voz Atronadora", el nombre de un poderoso ataque similar a una explosión sónica que puede producir usando su voz. Es el heredero del asentamiento bárbaro y el hijo de Uldyn, "el Tuerto". Conoce a Serafina en batalla, durante la guerra entre los bárbaros y el Reino de Illdoren. Después de vencer a Serafina en un duelo usando su abrumadora fuerza, la lleva a su aldea y le propone matrimonio. Con ojos dorados, pupilas verticales y un poderoso rugido similar al de un trueno, además de su figura intimidantemente alta y ancha, Veor tiene múltiples aspectos bestiales, lo que lleva a Serafina a declarar inicialmente que "no es humano".
Cersei (ツェツィ Tsuetsui?)
 Seiyū: Hana Hishikawa
Alyssa Marsius (アリッサ・マルシアス Arissa Marushiasu?)
 Seiyū: Aki Toyosaki

## Contenido de la obra

### Manga
Hime Kishi wa Barbaroi no Yome está escrita e ilustrada por Noriaki Kotoba y comenzó en la revista de manga shōnen de Kōdansha, Bessatsu Shōnen Magazine, el 9 de enero de 2021. Kodansha ha recopilado sus capítulos en volúmenes tankōbon individuales. El primer volumen se publicó el 9 de junio de 2021. Al 8 de febrero de 2024, se han publicado siete volúmenes.
| Volúmenes de manga publicados | Volúmenes de manga publicados | Volúmenes de manga publicados |
| Número                        | Fecha de lanzamiento          | ISBN                          |
| ----------------------------- | ----------------------------- | ----------------------------- |
| 1                             | 9 de junio de 2021            | ISBN 978-4-06-522751-0        |
| 2                             | 9 de noviembre de 2021        | ISBN 978-4-06-525938-2        |
| 3                             | 8 de abril de 2022            | ISBN 978-4-06-527517-7        |
| 4                             | 9 de septiembre de 2022       | ISBN 978-4-06-529063-7        |
| 5                             | 9 de marzo de 2023            | ISBN 978-4-06-530522-5        |
| 6                             | 8 de agosto de 2023           | ISBN 978-4-06-532598-8        |
| 7                             | 8 de febrero de 2024          | ISBN 978-4-06-534163-6        |
| 8                             | 8 de octubre de 2024          | ISBN 978-4-06-537017-9        |
| 9                             | 9 de abril de 2025            | ISBN 978-4-06-539047-4        |

### Anime
En octubre de 2024, se anunció que el manga recibió una adaptación a serie de televisión de anime que se estrenará en 2025. La serie será producida por Jumondō y dirigida por Takayuki Tanaka, con guiones de Miya Asakawa, diseño de personajes de Masayoshi Kikuchi, Mayumi Fujita y Hajime Hatakeyama, y música de Arisa Okehazama. Su estreno está previsto para octubre de 2025. Crunchyroll obtuvo la licencia de la serie en todo el mundo excepto Japón y China.

## Recepción
En septiembre de 2022, el manga tenía más de 200.000 copias en circulación.